# Albert Mabri Toikeusse

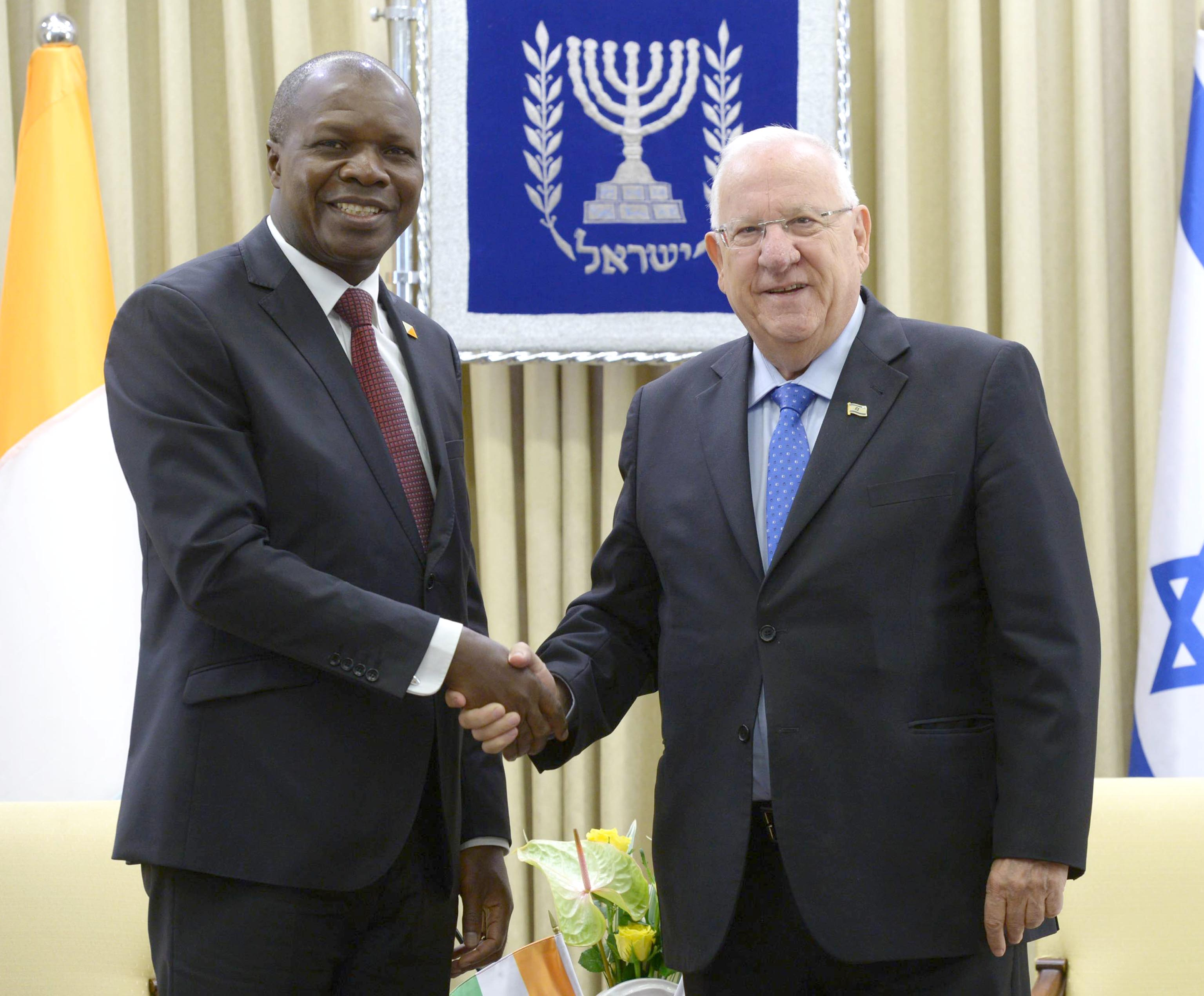
Albert Mabri Toikeusse (links) mit Reuven Rivlin

Albert Mabri Toikeusse (* 8. Dezember 1962, Bouenneu) ist ein ivorischer Politiker. Er erhielt eine medizinische Ausbildung an der Université d’Abidjan und an der Washington University. Als Mitglied der früheren Einheitspartei Parti Démocratique de Côte d’Ivoire nahm er bereits früh politische Funktionen im Bereich der öffentlichen Gesundheit wahr. Seit dem 10. Dezember 2000 ist er in der Nationalversammlung der Elfenbeinküste präsent und war Minister für Gesundheit und Bevölkerung zwischen 2003 und 2005.
Seit dem 9. April 2005 ist Albert Mabri Toikeusse Vorsitzender der von Robert Guéï gegründeten Partei Union pour la démocratie et la paix en Côte d’Ivoire (UDPCI). In der Regierung Soro III von Premierminister Guillaume Soro war er Verkehrsminister. In der Nachfolgeregierung Regierung Ahoussou-Kouadio bekleidete er das Amt des Planungs- und Entwicklungsministers.
Albert Mabri Toikeusse bekennt sich zum Islam, er ist verheiratet und Vater von vier Kindern.